# 15P/Finlay
La Cometa Finlay, formalmente 15P/Finlay, è una cometa periodica (azione orbitale inferiore a 200 anni) del Sistema solare, appartenente alla famiglia cometaria di Giove, scoperta da William Henry Finlay dall'Osservatorio del Capo il 26 settembre 1886.
La prima orbita parabolica fu calcolata nel 1886 e furono trovate alcune similarità con quella della cometa allora perduta C/1844 Q1 (de Vico) del 1844. Lewis Boss del Dudley Observatory di Schenectady raffinò l'orbita tenendo conto delle perturbazioni planetarie, giungendo alla conclusione che le due comete non potessero essere lo stesso oggetto.
Il ritorno del 1899 non fu osservato, mentre quello del 1906 fu particolarmente fortunato. La cometa transitò a 0,27 UA dalla Terra raggiungendo la sesta magnitudine. Nel 1910 un incontro ravvicinato con Giove (0,45 UA) alterò l'orbita, incrementando leggermente il periodo orbitale. Ciò determinò che nel 1919 la cometa si presentò in anticipo rispetto alle previsione e fu classificata come una "nuova" cometa, scoperta da T. Sasaki dell'Osservatorio di Kyoto il 25 ottobre.
La magnitudine della cometa è diminuita dopo il 1926 ed è solo dal 1953 che la cometa è stata osservata ad ogni suo ritorno.
Nel 1993 e nel 2004 sono avvenuti incontri ravvicinati tra la cometa e Giove che hanno ridotto la distanza dal Sole raggiunta al perielio. Sono attese quindi apparizioni che mediamente mostreranno un incremento nella magnitudine raggiunta dalla cometa.

## Attività meteorica correlata
Si è ipotizzato che il meteorite di Murchison possa essere correlato con la cometa Finlay.
È stato previsto che gli incontri tra la Terra e la cometa possano originare sciami meteorici nel periodo compreso tra il 2001 ed il 2050, negli anni corrispondenti al passaggio al perielio della cometa.
A seguito di due outburst accaduti tra la fine 2014 e l'inizio del 2015 alcuni ricercatori hanno formulato la previsione di una possibile pioggia meteorica il 6-7 ottobre 2021 con radiante nella costellazione australe dell'Ara, con uno ZHR di 5–50 e velocità delle meteore di 10,7 km/s .